# 小坂喬峰
小坂 喬峰（こさか たかね、1963年（昭和38年）2月10日 - ）は、日本の政治家。岐阜県恵那市長（3期）。明知鉄道株式会社代表取締役社長。

## 来歴
岐阜県恵那市出身。恵那市立東野小学校、恵那市立恵那東中学校、岐阜県立恵那高等学校卒業。1987年（昭和62年）3月、名古屋工業大学工学部建築学科卒業。同年4月、恵那市役所に入庁。2014年4月、商工観光課長。
2016年（平成28年）4月、経済部商工振興・雇用創出チーム政策推進監に就任。同年8月20日、恵那市長選挙に立候補するために市役所を退職。
同年11月13日に行われた恵那市長選挙に自由民主党と公明党の推薦を得て立候補。現職の可知義明の甥の可知孝司、NPO法人理事長の駒宮博男ら2候補を破り初当選した。11月28日、市長就任。選挙の結果は以下のとおり。
※当日有権者数：43,240人 最終投票率：71.63%（前回比：pts）
| 候補者名 | 年齢 | 所属党派 | 新旧別 | 得票数   | 得票率 | 推薦・支持             |
| -------- | ---- | -------- | ------ | -------- | ------ | ---------------------- |
| 小坂喬峰 | 53   | 無所属   | 新     | 17,581票 | 58.02% | （推薦）自民党・公明党 |
| 可知孝司 | 60   | 無所属   | 新     | 9,938票  | 32.80% |                        |
| 駒宮博男 | 62   | 無所属   | 新     | 2,783票  | 9.18%  |                        |

2期目を目指した2020年11月の恵那市長選は、小坂以外に立候補がなく無投票で2期目の当選となった。
2024年11月3日公示、同年11月10日に投票日の恵那市長選挙では、自由民主党と公明党の推薦を得て立候補。新人で元高校教諭の中根浩之との一騎打ちを制し、3回目の当選となった。
※当日有権者数：38,789人 最終投票率：64.35%（前回比：pts）
| 候補者名 | 年齢 | 所属党派 | 新旧別 | 得票数   | 得票率 | 推薦・支持             |
| -------- | ---- | -------- | ------ | -------- | ------ | ---------------------- |
| 小坂喬峰 | 61   | 無所属   | 現     | 18,423票 | 75.11% | （推薦）自民党・公明党 |
| 中根浩之 | 67   | 無所属   | 新     | 6,106票  | 24.89% |                        |